# Yves Montand

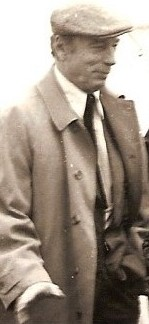
Yves Montand în 1982

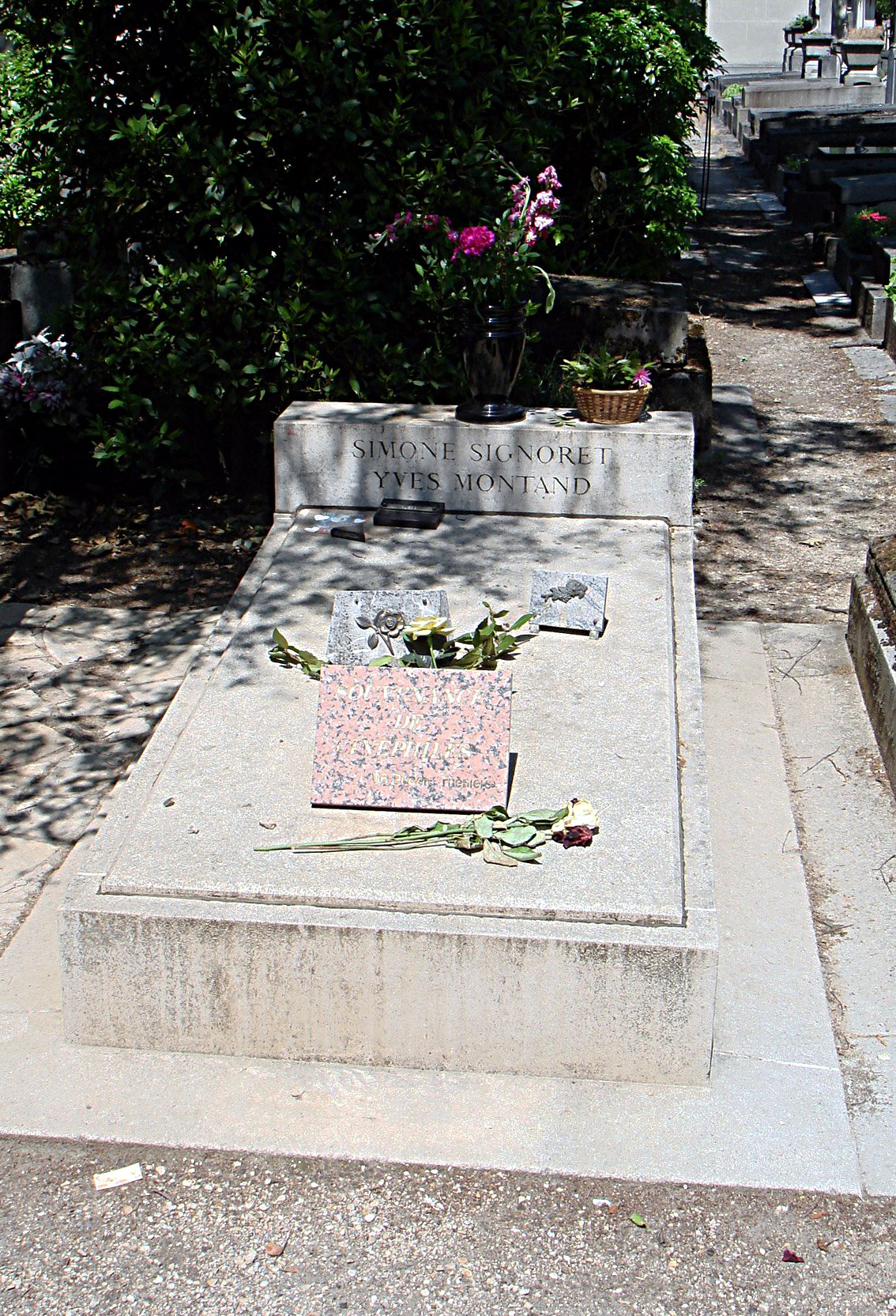
Mormântul lui Yves Montand în Cimitirul Père-Lachaise din Paris

Yves Montand, având la naștere numele Ivo Livi, (n. 13 octombrie 1921, Monsummano Terme, Toscana, Italia – d. 9 noiembrie 1991, Senlis, Picardie⁠(d), Franța) a fost un cântăreț și actor de film francez, de origine italiană, unul din interpreții de frunte ai genului muzical "chanson réaliste" francez târziu din a doua jumătate a secolului al XX-lea. Iubit de femei celebre (Edith Piaf, Marilyn Monroe).
A fost căsătorit cu actrița franceză Simone Signoret.

## Filmografie
- 1944 O stea stinsă (Étoile sans lumière), regia Marcel Blistène : Pierre
- 1946 Porțile nopții (Les Portes de la nuit), regia Marcel Carné : Diego
- 1948 Idolul (L'Idole), regia Alexandre Esway : Fontana
- 1950 Amintiri pierdute (Souvenirs perdus), episodul O vioară (Un violon), regia Christian-Jaque
- 1953 Salariul groazei (Le salaire de la peur), regia Henri-Georges Clouzot
- 1957 Oameni și lupi (Uomini e lupi), regia Giuseppe De Santis
- 1957 Pescarii din arhipelag (La grande strada azzurra), regia Gillo Pontecorvo
- 1957 Roza vânturilor (Die Windrose), regia Joris Ivens și Yannick Bellon, sketch-ul : Un matin comme les autres : Yves
- 1957 Vrăjitoarele din Salem (Les sorcières de Salem),	regia Raymond Rouleau
- 1961 Vă place Brahms?
- 1965 Compartimentul ucigașilor (Compartiment tueurs), regia Costa-Gavras
- 1966 Arde Parisul? (Paris brûle-t-il?), regia René Clément
- 1966 Marele premiu (Grand Prix), regia John Frankenheimer
- 1967 A trăi pentru a trăi (Vivre pour vivre), regia Claude Lelouch
- 1968 Într-o seară, un tren... (Un soir, un train), regia André Delvaux
- 1969 Z, regia Costa-Gavras
- 1970 Cercul roșu (Le Cercle rouge), regia Jean-Pierre Melville
- 1970 Mărturisirea (L'Aveu), regia Costa-Gavras : Artur
- 1971 Mania grandorii (La folie des grandeurs), regia Gérard Oury
- 1972 César și Rosalie (César et Rosalie), regia Claude Sautet : César
- 1974 Vincent, François, Paul... și ceilalți (Vincent, François, Paul... et les autres), regia Claude Sautet : Vincent
- 1975 Sălbaticul (Le sauvage), regia: Jean-Paul Rappeneau
- 1976 Police Python 357, regia: Alain Corneau
- 1977 Amenințarea (La Menace), regia Alain Corneau : Henri Savin
- 1977 Un om cu idei (Le Grand Escogriffe), regia Claude Pinoteau : Morland
- 1979 Clar de femeie (Clair de femme), regia Costa-Gavras : Michel
- 1979 I... de la Icar (I... comme Icare), regia Henri Verneuil
- 1981 Alegere decisivă (Le Choix des armes), regia Alain Corneau : Noël Durieux
- 1982 Numai foc și pară (Tout feu, tout flamme), regia Jean-Paul Rappeneau : Victor Valance
- 1983 Chelner! (Garçon !), regia Claude Sautet : Alex
- 1986 Jean, fiul lui Florette (Jean de Florette), regia Claude Berri : César Soubeyran zis „Papet”
- 1986 Manon des sources (Manon des sources), regia Claude Berri : César Soubeyran zis „Papet”
- 1987 Beyond therapy, regia Robert Altman : narator
- 1988 Trois places pour le 26, regia Jacques Demy : el însuși
- 1991 S-a întors Neciaev (Netchaïev est de retour), regia Jacques Deray : Pierre Marroux
- 1992 IP5 (L'île aux pachydermes), regia Jean-Jacques Beineix : Léon Marcel

## Publicații
- Denys, Jean, Yves Montand - Cu inima plină de soare! (Du soleil plein la tête), tradus de Constantin Țoiu, București, 1957: Editura de Stat pentru Literatură și Artă, p. 178;